# David Buckingham
David Dennis Buckingham (6 de octubre de 1954) es un académico inglés, especializado en medios y  comunicaciones. 

## Carrera
Nació el 6 de octubre de 1954. Completó sus estudios de pregrado en 1975, en el Clare College de la Universidad de Cambrigde. Trabajó en la Inner London Education Authority (Autoridad de Educación del Interior de Londres) de 1978 a 1984, tiempo en el cual también culminó sus estudios de grado en cine, en el Politécnico Central de Londres (en 1982). En 1984, se unió al Instituto de Educación como conferencista, y completó un doctorado allí en 1993 (otorgado por su tesis titulada "El desarrollo de la alfabetización televisiva: charla, texto y contexto"). Tres años más tarde, fue promovido de rango en este mismo Instituto, y en 1999 fue nuevamente promovido al grado de "Profesor de Educación". Trabajó en ese cargo hasta tomar una cátedra en la Universidad de Loughborough en 2012. Se retiró en 2014 y fue nombrado como socio emérito en Loughborough.
Buckingham se especializa en la interacción de niños, niñas y jóvenes en los medios de comunicación electrónicos y en estudios educativos sobre alfabetización en los medios de comunicación. También, se interesa por la participación ciudadana, el consumismo, las culturas juveniles, la sexualidad, la identidad y el control de los medios de comunicación.

## Premios y reconocimientos
Buckingham fue elegido Socio de la Academia de Ciencias Sociales (FAcSS) en 2011, y cuatro años más tarde fue elegido como Socio de la Academia británica (FBA) por la academia nacional de Humanidades y Ciencias Sociales del Reino Unido.

## Publicaciones seleccionadas
- Leyendo Audiencias: personas jóvenes y Medios de comunicación (Mánchester Prensa Universitaria, 1993).
- Imágenes emotivas: comprendiendo las respuestas emocionales de los niños a la Televisión (Mánchester Prensa Universitaria, 1996).
- Haciendo Ciudadanos: jóvenes, noticias y política (Routledge, 2000).
- Educación sobre medios de comunicación: Alfabetización, Aprendizaje y Cultura Contemporánea (Polity Prensa, 2003).
- Más allá de la Tecnología: el aprendizaje de los niños en la era de la Cultura Digital (Wiley, 2007).
- El Niño Material: Creciendo en la Cultura del Consumidor (Wiley, 2011).